# Koninklijke Harmonie "Vermaak na Arbeid", Koolkerke

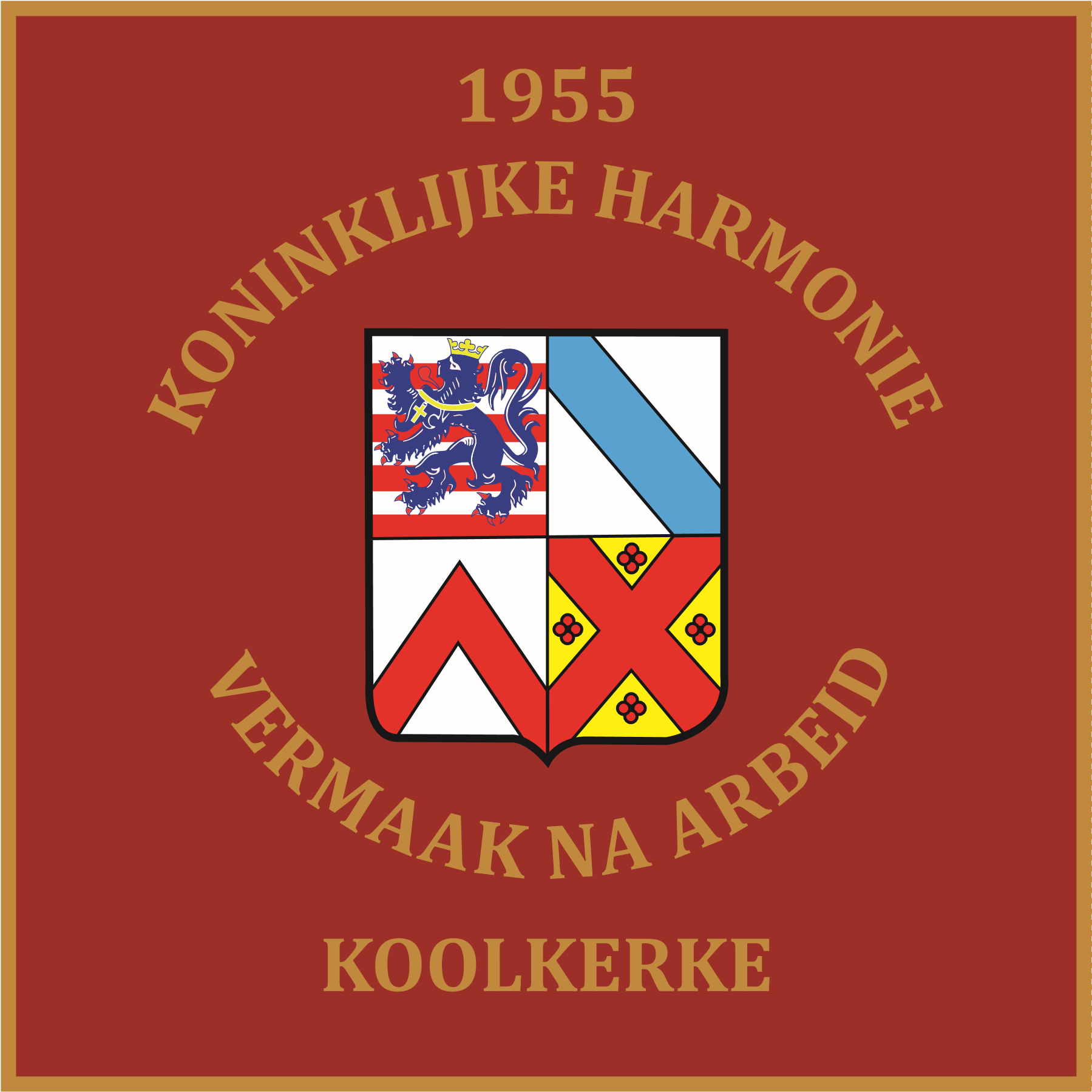
De huidige vlag van de harmonie

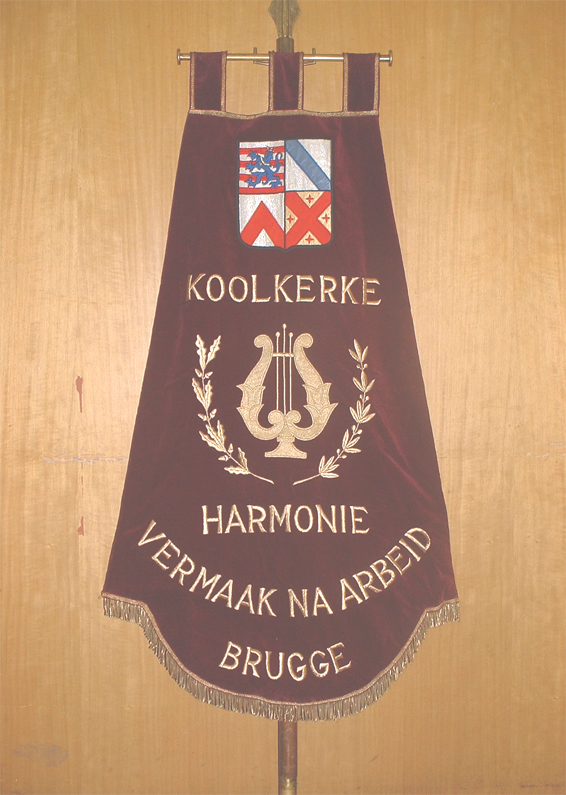
Het vorige vaandel van de harmonie Vermaak na Arbeid

De Koninklijke harmonie Vermaak na Arbeid is een geüniformeerde muziekvereniging voor amateurs uit de Brugse deelgemeente Koolkerke. De harmonie omvat naast een blazerssectie ook nog een grote drumband en een groep samenspel voor beginnende muzikanten. Heden ten dage telt Vermaak na Arbeid meer dan 80 leden en verzorgt de harmonie ook muzieklessen in eigen beheer.

## Geschiedenis
Op 15 maart 1955 werd er in de vergadering van de Oud-strijders en Oud-soldatenbond van Koolkerke beslist om twee initiatieven te nemen: een toneelvereniging en een muziekvereniging. Dit laatste kan gezien worden als de start van de harmonie. Onder leiding van Achiel Timmerman en met medewerking van Albert Claerbout, Jan Vintioen en Petrus Paepe had de harmonie op 11 november 1955 haar eerste officiële optreden. Al snel steeg het ledenaantal en met de steun van erevoorzitter baron Ernest van Caloen werden instrumenten aangekocht. Hij zou tot 1995 een rol van betekenis blijven spelen voor de harmonie.
Tijdens de jaren zestig werden vele huwelijken, feestelijkheden, maar ook begrafenissen opgeluisterd. Toen de voorzitter Henri Cools in november 1964 overleed volgde diens zoon René hem op. In 1965 bleek dat de leden van het bestuur niet meer op dezelfde golflengte zaten. Politieke meningsverschillen en ontslagnemingen binnen het bestuur zorgden voor een verlaagde activiteit op het eind van de jaren zestig.
Met de fusie van Koolkerke bij Brugge op 1 januari 1971 kon de dorpspolitiek begraven worden. De ingeweken Aalstenaar Arthur Van Mulders werd omwille van zijn politieke neutraliteit en geschikte leiderscapaciteiten gevraagd om in het bestuur te komen. Algauw werd er weer leven geblazen in de muziekvereniging met o.a. de aankoop van de eerste uniformen. Voor 1971 was het immers zo dat de leden bij hun optochten gekleed gingen in hun eigen kledij. De volgende jaren ging het goed met het ledenaantal en de diverse activiteiten.
Sinds 1978 bevindt het repetitielokaal zich in het lokale sportcentrum “Den Arend” in de Arendstraat waar nog altijd gerepeteerd wordt op woensdagavond. De vroege jaren tachtig werden  voor de harmonie vooral gekenmerkt door een lage aanwezigheid op de repetities, maar de terugval was van korte duur door een aantal nieuwe mensen in het bestuur en het binnenhalen van dirigent Luc Delanghe. Het wegvallen van de Brugse muziekschoolafdeling in Koolkerke was de aanleiding in 1984 om in eigen beheer notenleerles te geven. Lesgever was Marc Slosse, een onderwijzer van de plaatselijke vrije lagere school.
Feiten uit de jaren negentig zijn onder meer het werk van Hans Delanghe als dirigent, de inbreng van Geert Van Mulders als secretaris en leraar notenleer, de aantrekking van Koenraad Baete als drumbandinstructeur en het ordenen en uitbreiden van de muziekbibliotheek.
Nadat de kenmerkende rode uniformen in 2003 werden geïntroduceerd, kreeg de harmonie in 2005 “Vermaak na Arbeid” de titel Koninklijk. Op het einde van het volgende jaar zag Arthur Van Mulders dat het tijd werd om zijn voorzittersrol neer te leggen. Zijn zoon Geert Van Mulders volgde hem op. Met de nieuwe voorzitter deed ook de nieuwe secretaris, Kurt Craeye, zijn intrede. Na 28 jaar als dirigent wordt Hans Delanghe in 2016 opgevolgd door Christoph Bonte. In 2017 vernieuwde de harmonie ook haar vlag.

## Dirigenten

### Gewezen dirigenten
- 1955 - 1969: Albert Claerbout
- 1971 - 1984: Johny Sarrazyn
- 1984 - 1986: Luc Delanghe
- 1986 - 1987: Etienne De Prez
- 1987 - 2016: Hans Delanghe

### Huidig dirigent
- 2016 - heden: Christoph Bonte